# ألفريد إدواردز
ألفريد أورموند إدواردز (12 أكتوبر 1850 - 4 أبريل 1923)، رجل أعمال إنجليزي كان أحد الآباء المؤسسين مع زميليه هيربرت كيلبن وديفيد أليسون وأول رئيس لنادي كرة القدم الإيطالي إيه سي ميلان تحت الاسم الأصلي (نادي ميلان لكرة القدم والكريكيت).

## حياته
ولد ألفريد في شروبشاير في إنجلترا بالقرب من حدود إنجلترا وويلز. كان الطفل السابع لتشارلز إدواردز وتيدوسيا إدواردز. تزوج من (إليزا فاني أوريل) في 7 أغسطس 1879 في هامرسميث، لندن.
في ديسمبر 1899 انتقال إلى ميلان للعمل، كان من بين المؤسسين الاثني عشر لنادي كرة القدم إيه سي ميلان تحت الاسم الأصلي نادي ميلان لكرة القدم والكريكيت. عين كأول رئيس للنادي وخدم حتى عام 1909 عندما عاد إلى إنجلترا. خلال الفترة التي قضاها في ميلان شغل أيضًا منصب نائب القنصل البريطاني. توفي إدواردز في بريدجنورث [الإنجليزية]عام 1923 بعد فترة من المرض ودفن في مقبرة البلدية المحلية.

## الإنجازات
• الدوري الإيطالي